# Miles Addison
Miles Vivien Esifi Addison (ur. 7 stycznia 1989 w Newham) – piłkarz występujący na pozycji obrońcy w Bournemouth.